# Artines
Artines is een geslacht van vlinders van de familie dikkopjes (Hesperiidae), uit de onderfamilie Hesperiinae.

## Soorten
- A. acroleuca (Plötz, 1884)
- A. aepitus (Geyer, 1832)
- A. aquilina (Plötz, 1883)
- A. bipunctata Mielke, 1968
- A. focus Evans, 1955
- A. fosca Evans, 1955
- A. satyr Evans, 1955
- A. trogon Evans, 1955